# Motor en V

Ilustración de tres tipos de configuraciones: a:un diseño lineal (L), b: motor en (V), c: motor VR6.

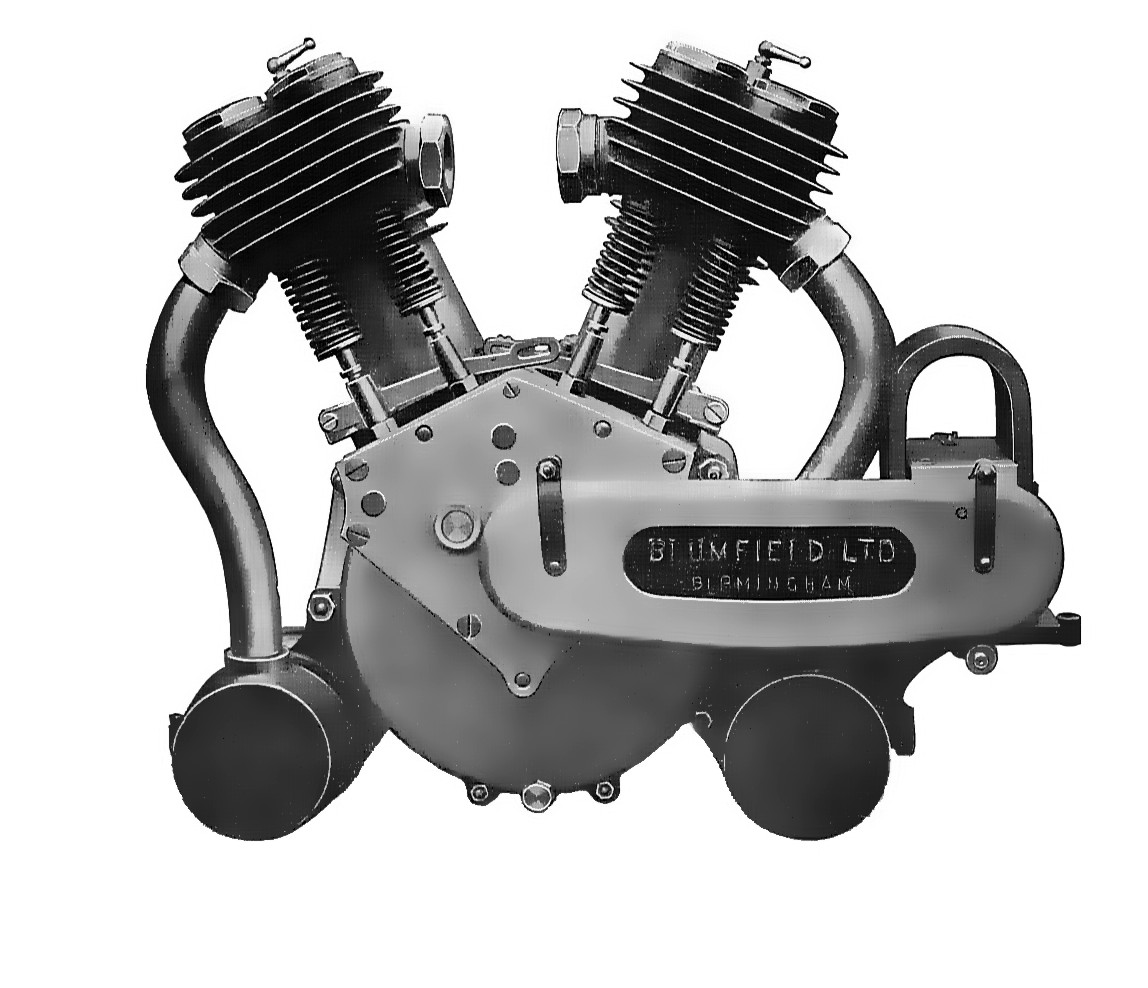
Diseño temprano de un motor bicilíndrico en V de una motocicleta británica

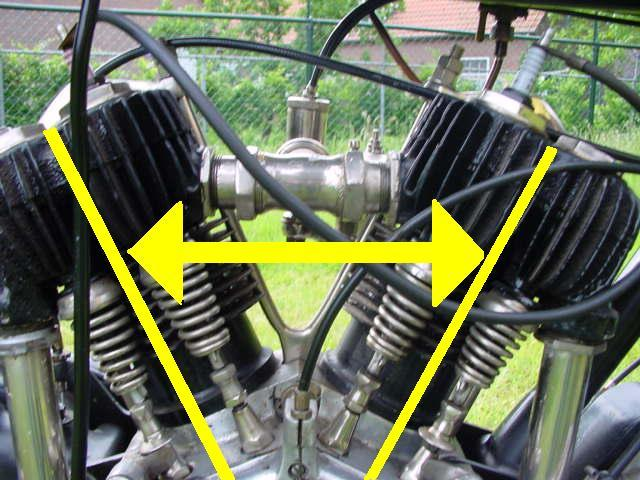
La línea amarilla indica el "ángulo" de los pistones en V

Se denomina motor en V a una disposición de motor de combustión en donde los cilindros se agrupan en dos bloques o filas de cilindros, colocados de manera que forman una letra "V", y que convergen en el mismo cigüeñal. En estos motores el aire de admisión es succionado por el interior de la V y los gases de escape expulsados por los laterales.

## Historia
En 1896, Karl Benz patentó su propio diseño de un motor de combustión interna, conocido actualmente como motor bóxer. En este primer prototipo los cilindros iban dispuestos horizontalmente y opuestos entre sí. Usualmente, cada pareja de cilindros está dispuesta en bancadas opuestas, compartiendo una sola unión en el buje del cigüeñal, sostenido por rodamientos "maestro/esclavo" o por dos rodamientos de conexión ordinarios a cada lado. Algunos autores aún consideran dicha característica para distinguir un verdadero motor en V, y por ejemplo, suelen dividir los motores planos en motores bóxer (cuando no se comparten uniones), y en V a 180° (cuando sí se comparten). En cualquier caso, algunos diseños de motores de dos cilindros en V disponen de dos pines de unión al cigüeñal. En algunos casos, como en Alemania, a estos motores se les sigue identificando como motores bóxer.

## Diseño
En el diseño y la construcción de motores en V se adoptan distintas configuraciones, con dos bancadas de cilindros dispuestos en diferentes ángulos para diferentes usos. Dependiendo del número de cilindros, estos deben ser dispuestos en un ángulo que permita un funcionamiento óptimo del motor y que le dé un elevado grado de estabilidad ante las vibraciones. Los diseños con un ángulo entre bancadas muy estrecho combinan muchas de las ventajas del diseño en "V" y del diseño en línea (principalmente, su forma compacta), pero también muchas de sus desventajas (como su complejidad mecánica y problemas de refrigeración); como en el caso de los modelos de Lancia y de Volkswagen.
Algunas configuraciones son de diseño equilibrado y de marcha suave, mientras que otras son menos suaves en su marcha que los diseños equivalentes de motores en línea. Con un ángulo óptimo entre las bancadas y una secuencia de encendido adedecuada, los V16 tienen un equilibrio excepcional. El V10 y el similar V8 pueden equilibrarse con contrapesos en el cigüeñal. Los motores V12, que en realidad son dos motores de 6 cilindros unidos, siempre tienen un equilibrio excepcional sin importar el ángulo entre las bancadas. Otros motores, como el V2, el V4, el bóxer V8 plano, y el V10, presentan un incremento en sus vibraciones, requiriendo generalmente de un mecanismo equilibrador para reducir este defecto.
Ciertos tipos de motores en "V" han sido construidos como motores invertidos, más comúnmente para las aeronaves. Las ventajas que resultan son una mejor visibilidad en una aeronave de un solo asiento y de un solo motor, y un centro de gravedad más bajo. Como ejemplos se incluyen varios ingenios de la Segunda Guerra Mundial como el diseño alemán del motor Daimler-Benz DB 601 y el Jumo.

## Usos
En automóviles, los V6 suelen ser los motores en V más comunes, aunque ha habido V4 e incluso V5, ya que acortan la longitud del motor a la mitad. La apertura de la V varía desde 54° o 60° hasta 90° o 110° en función sobre todo del número de cilindros para tratar de homogeneizar el par lo máximo posible y anular las fuerzas de inercia de segundo orden. Aunque las más habituales son 90° y 60°, el motor VR6 de Volkswagen es un V6 de apenas 15º de apertura, lo que permite reducir ligeramente la longitud del motor (en disposición transversal). Existen también, aunque es muy poco frecuente, motores V5. Por ejemplo, el motor 2.3 del Seat Toledo de segunda generación monta un motor V5.
Es una práctica común para los motores en V que estos sean descritos con la notación "V#", en donde "#" indica el número de cilindros del que dispone:
- V2[4]
- V3
- V4
- V5
- V6
- V8
- V10
- V12
- V14
- V16
- V18
- V20
- V24